# Forme 10
La forme 10 est une forme de radoub (sorte de cale sèche) située dans le Sud de la France, dans le grand port maritime de Marseille (GPMM).

## Description
Cette forme est dans le 16e arrondissement de la ville de Marseille, elle est située au nord du port de Marseille dans le quartier de l'Estaque. Ses dimensions sont de 465 mètres de long pour 85 mètres de large pouvant contenir 450 000 m3 d'eau. A l'heure actuelle[Quand ?] il s'agit de la plus grande forme de radoub de Méditerranée, et se situe à la troisième place mondiale derrière les ports de Dubaï et de Lisbonne.

## Histoire
Construite au début des années 1970, elle fut mise en service en 1975. À l'époque elle était particulièrement destinée aux pétroliers. Au cours des années 1980, son activité diminue fortement notamment au profit des chantiers de réparations navales en Chine. Au début des années 2000 cette forme est même complètement laissée à l'abandon, durant une période d'une dizaine d'années. Puis en 2012, elle est reprise par des opérateurs italiens qui en collaboration avec le GPMM entreprennent des travaux afin de redonner vie à cette forme. Cet engouement est notamment lié à l'expansion du nombre de navire de croisière naviguant en Méditerranée, et faisant fréquemment escale dans le port de Marseille. Les navires de croisière étant de plus en plus grands, les mensurations de la forme 10 sont un avantage considérable et permettent de séduire les principaux armateurs pour l'entretien et la réparation de leurs navires, mais aussi pour les compagnies de croisières car cette forme est capable d'accueillir les plus grands paquebots du monde. La livraison de cette forme était initialement prévue pour septembre 2015 mais à la suite de la succession de nombreux imprévus cette dernière a été livrée en octobre 2017. Cependant le bateau-porte permettant la fermeture de cette cale sèche n'a pu être livré en même temps : l'ancien bateau-porte permet actuellement[Quand ?] de fermer cette cale, en attendant la réception du nouveau bateau-porte commandé. Après plus de 17 ans de fermeture, la forme numéro 10 a pu accueillir son premier navire le 24 octobre 2017, afin d'y réaliser l'installation de filtres à particules (scrubber) pour le navire de croisière MSC Orchestra.

## Économie
La ville de Marseille ainsi que celles de Toulon et de la Ciotat sont connues pour leurs grands chantiers de réparation navale, ces chantiers sont bénéfiques pour l'économie locale et régionale. Concernant le port de Marseille il est constitué de 10 formes, les formes 1 à 7 sont situées dans la partie centrale du port, les formes 8, 9 et 10 sont elles situées dans la partie nord du port à proximité direct des terminaux de croisière ; ces dernières sont exclusivement opérées par la société Chantier naval de Marseille. Les formes 1 à 7 sont quant à elles exploitées par différentes entreprises telles que Sud-Marine et Palumbo par exemple. L'industrie maritime est génératrice d'emploi dans le département des Bouches-du-Rhône, mais également au niveau régional, d'après l'institut national de la statistique et des études économiques (INSEE) il y aurait 120 000 emplois directement liés au secteur maritime ce qui en fait la première région maritime de France. 